# Lichfield
Lichfield este un oraș și un district nemetropolitan în comitatul Staffordshire, regiunea West Midlands, Anglia. Districtul are o populație de 96.700 locuitori din care 27.900 locuiesc în orașul propriu zis Lichfield.

## Orașe din cadrul districtului
- Lichfield
- Burntwood

## Monumente
- Catedrala din Lichfield⁠(en)[traduceți], monument de arhitectură gotică

## Personalități
- Chad de Lichfield